# Robe de soirée

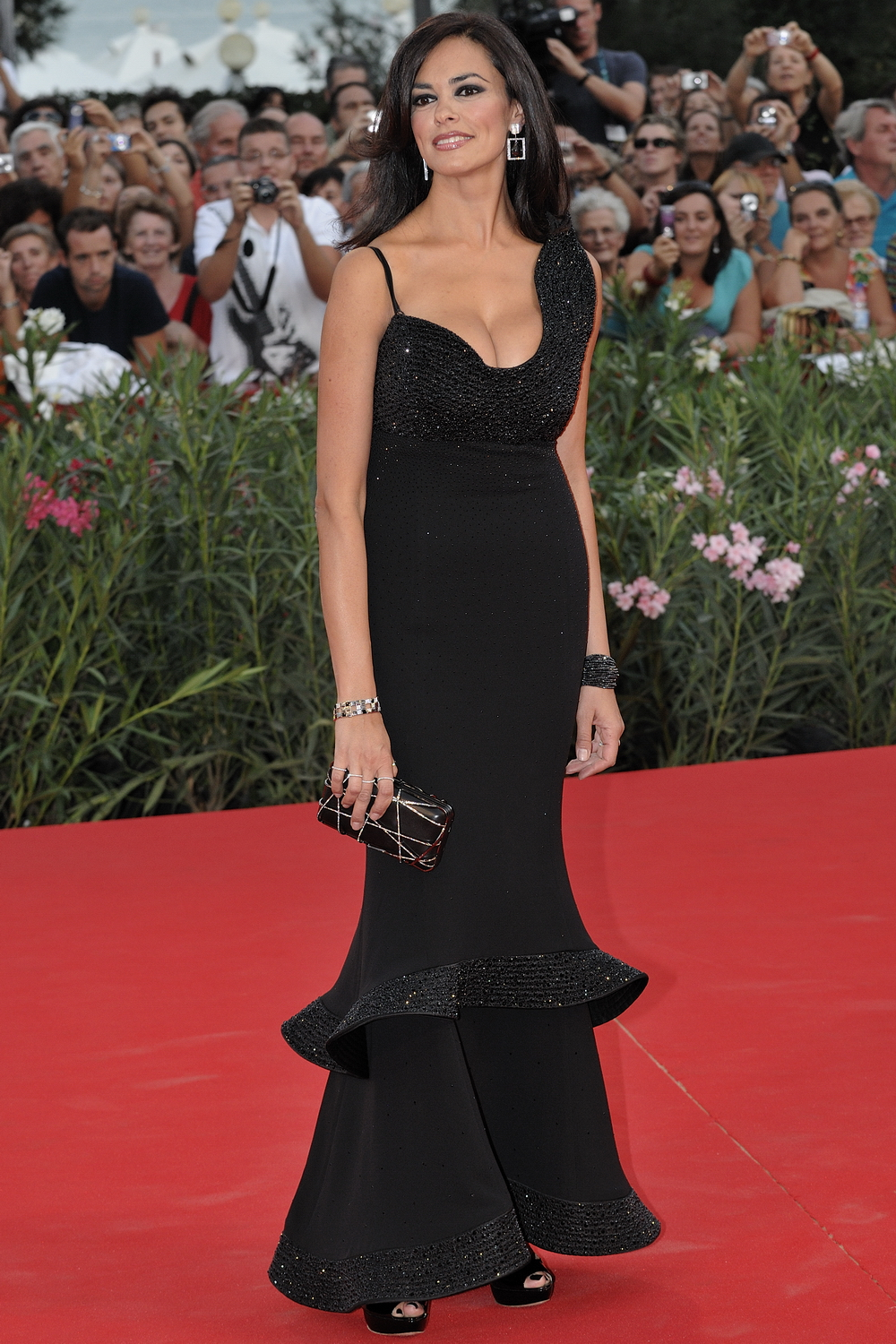
Maria Grazia Cucinotta portant une robe de soirée noire à la Mostra de Venise.

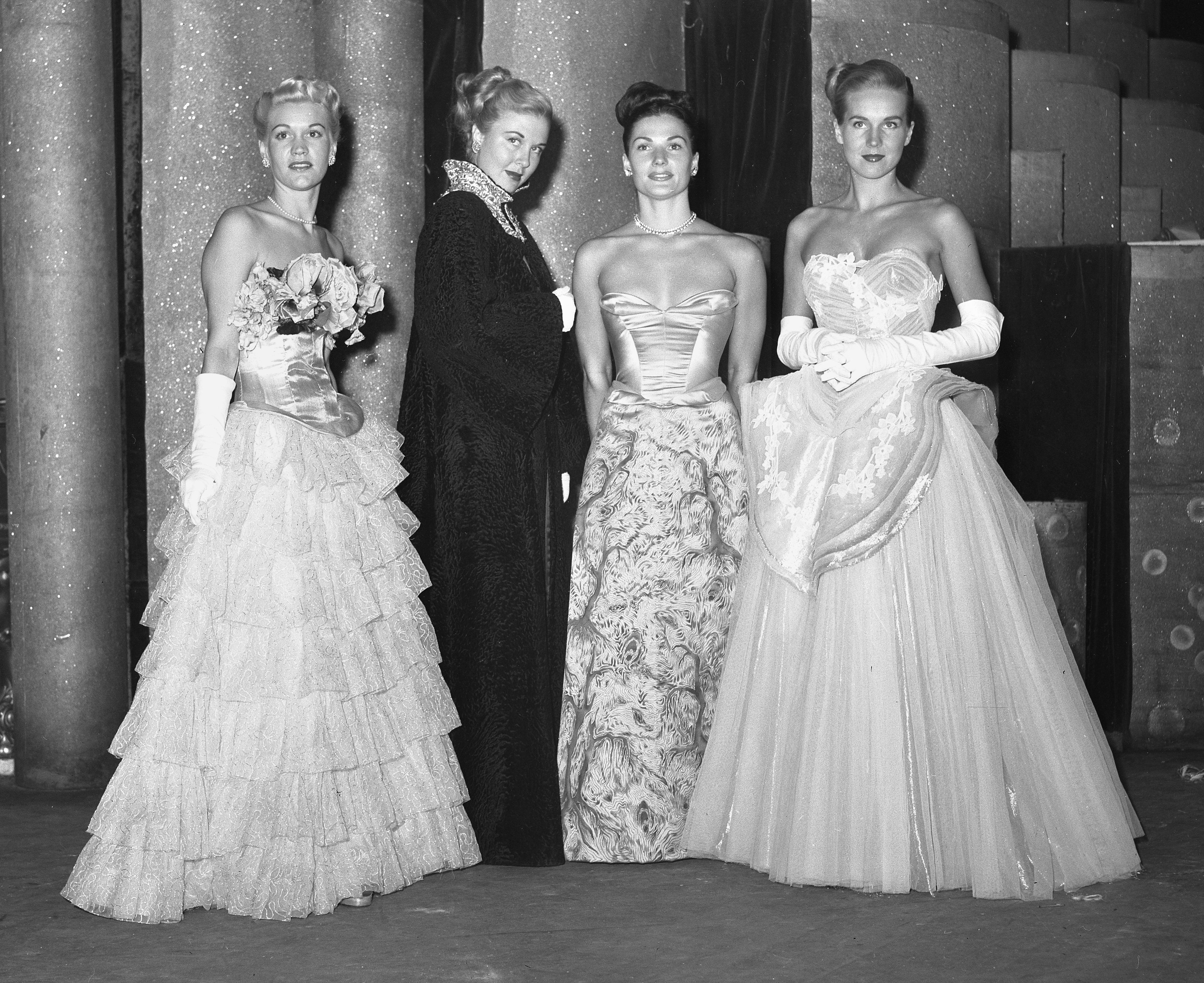
Des robes de soirée montrées à un défilé de mode, à Los Angeles en 1947.

Une robe de soirée est une longue robe tombante normalement portée pour des événements formels. Les robes de soirées sont généralement faites de tissus luxueux comme la mousseline, le velours, le satin, etc. La soie est aussi très populaire pour les robes de soirée. On distingue parfois la robe de bal, comportant toujours une jupe et un corsage ajusté, de la robe de soirée, pouvant avoir n'importe quelle silhouette : fourreau, sirène ou trompette, et pouvant être large ou ajustée.
Cette tenue correspond chez les hommes à la fois à la tenue semi-formelle, le smoking, et la tenue formelle, la queue-de-pie.

## Histoire
Les vêtements de soirée sont basés sur les habits de la cour. Pour les femmes, la robe de soirée trouve ses origines au XVe siècle, avec l'essor de la cour Bourguignonne et de sa mode, laquelle était très importante pour Philippe le Bon. Les robes de soirée étaient réservées aux dames de la cour, et faites au départ de laine, tissée de diverses façons, et agrémentées d'une traîne pour les occasions formelles. Ces tissus complexes étaient très chers et donc utilisés par la noblesse comme différenciateur de rang social et comme marqueur de leur condition. La Renaissance a ensuite peu à peu modifié le système de rang social, et permis à de riches patriciens et bourgeois d'afficher ainsi leur réussite. L'art du tissage de la soie s'est établi autour de la Méditerranée vers 1400, et cette étoffe est rapidement devenue à la mode pour ceux qui pouvaient s'en offrir. Des robes de bal de la cour et pour d'autres festivités étaient alors généralement faites de soie et garnies de fourrures, toujours comme indicateur de rang social.
La vie de la cour des XVIe et XVIIe siècles, avec son attention portée sur l'art, la littérature et la musique, constitua un environnement favorable au développement de la mode féminine. Dîners, soirées de danse et spectacles de théâtre étaient autant d'occasions pour les dames à la mode de montrer leurs plus beaux atours. Les cours de la Renaissance italienne ont été le summum du style et de l'élégance en Europe. Avec l'avènement du baroque, le style a commencé à changer en France, à la cour de Louis XIV. Les robes de la cour au XVIIe siècle étaient faites de robes drapées à longues traînes, aux corsages très serrés, aux petits décolletés en dentelle et aux nombreux rubans garnissant les manches. Elles étaient faites en riches tissus soyeux, comme le satin, le taffetas et le velours. Au XVIIIe siècle, la robe formelle passa de la Mantoue à la robe à la française. Le vertugadin, si populaire au cours des XVIe et XVIIe siècles, évolua en paniers pour apporter aux robes et jupes le volume et la forme voulue à la silhouette de la cour.
Pendant toute cette période, une robe de soirée était synonyme d'habit de cour, du fait que les bals avaient toujours lieu à la cour ou dans les salons de la noblesse, qui imitaient la dernière mode de la cour. À la fin du XVIIIe siècle, les termes robe de soirée et robe de bal ont émergé, du fait que les bals formels n'étaient plus l'apanage de la famille royale et de l'aristocratie. La Révolution française et sa suite avait provoqué des bouleversements sociaux profonds, ajoutant aux classes supérieures la haute et moyenne bourgeoisie, qui ne participaient pourtant toujours pas aux soirées de la cour. La tenue habituelle de jour durant l'Empire et la Régence était une robe à taille haute. Pour les soirées, les robes avaient des décolletés bas, des manches courtes et des tissus et broderies plus élaborés.
Le style des soirées a radicalement changé au cours du XIXe siècle, et les robes ont évolué de formes relativement simples à des modèles à plusieurs épaisseurs complexes de tissus, en particulier pour les jupes et manches (années 1830 et 1840). Les styles changeaient assez radicalement, passant des grandes manches, dans les années 1830, au sans manche avec larges volants dans les années 1840 ; du col des années 1850, au décolletés et manches courtes des années 1860. Dans les années 1870 apparurent des robes plus courtes, sans manches et à décolleté, auxquels furent adjoints des gants dans les années 1880. Dans les années 1890 apparut le décolleté carré, associé à la taille de guêpe et aux jupes à longues traines. Le XIXe siècle distingué par une séparation entre les robes de dîner à col haut, les robes de soirée pour les bals et le théâtre, et les robes de bal, réservées aux évènements les plus formels, dont l'opéra. Au cours l'époque édouardienne et de la Belle époque, la forme en « S » était à la mode : c'est-à-dire ayant une taille très étroite et une jupe désaxée par rapport au buste. De nombreuses robes de cérémonie occidentales sont dérivées de costumes rituels chrétiens. Il était donc nécessaire de réduire l'exposition cutanée. En réponse à cette tendance, les robes sans manches ou sans bretelles portent souvent de longs gants.
Immédiatement avant et pendant la Première Guerre mondiale, les lignes sont devenues plus souples et plus fluides, comme un avant-goût des silhouettes garçonnes des années 1920. Plus tard, dans les années 1920, les coupes ont été encore simplifiées. Les années 1930 virent l'introduction des premières fibres artificielles, c'est à cette période qu'apparurent les coupes modernes de type fourreau, sirène et trompette. Aussi, les robes taille basse et princesses furent très populaires, Grace Kelly est connue pour avoir porté des robes de soirée minimalistes.
Aujourd'hui, la robe de soirée existe avec différentes silhouettes et même différentes longueurs mais la robe de bal reste la plus formelle.

## Styles

### Sirène
Sirène, comme son nom l'indique, signifie que la robe apporte une forme de sirène. Elle est ajustée en haut jusqu'au genoux, puis s'évase ensuite pour apporter une silhouette en queue de sirène. La jupe peut être d'une couleur ou même d'une texture différente pour accentuer l'effet.

### A-line
Le style A-line est une robe ayant une forme de cloche, près du corps jusqu'à la taille, puis élargie ensuite, sans plis. C'est un type de robe simple mais élégant.

### Trompette
La robe de soirée est en forme de trompette est serrée, jusqu'aux genoux, où elle prend du volume.

### Empire
La robe de style empire est une robe ayant un corsage ajusté, puis une longue jupe ample et tombante.